# どどめ色

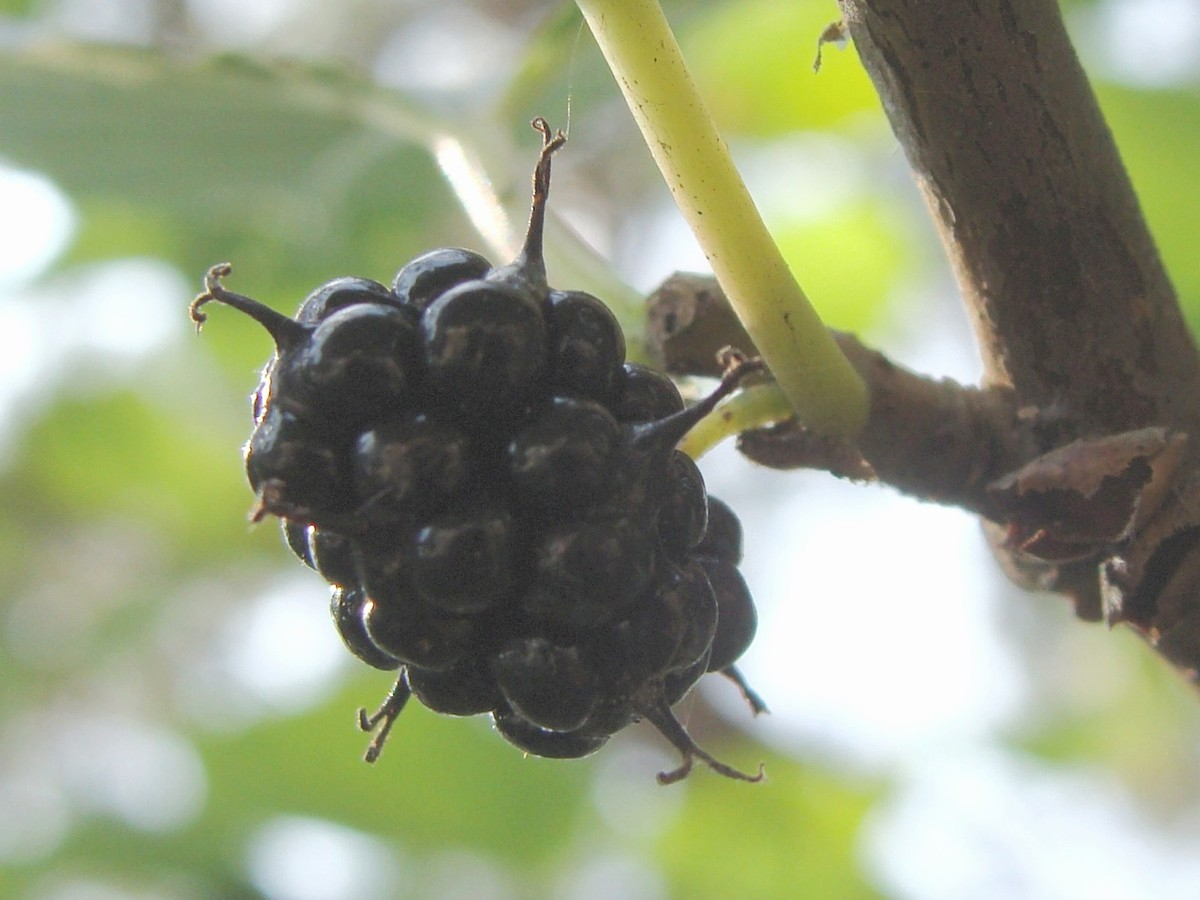
熟した桑の実

どどめ色（ドドメ色、土留色）とは、その名前は知られているが正確な定義のない色。方言では桑の実、また青ざめた唇の色や、打撲などによる青アザの表現に用いられ、赤紫から青紫、黒紫を指す。英語では桑の実の色（マルベリーパープル）はラベンダー色に似た色を指す。
桑の実を利用した食品や染めものに言われることもある。

## 由来
この言葉は人や地方によって解釈が異なるものであるが、主には桑の実が関連する色である。「どどめ」とは、埼玉県や群馬県など関東の養蚕が盛んな地域で古くから使われている方言であり、蚕のエサである桑になる実の事を指す。それが転じてどどめ色は桑の実の色として使われる。桑の実は熟すにつれて赤色から黒紫色へと変化するため、人によって意味する色が異なる原因にもなっている。また比喩表現としては特に熟した桑の果実を潰した際に紫色の汁が皮膚に付いたその状態にちなんで、青ざめた唇や青アザになった皮膚を表現する。
他には土木業界において「土留め（どどめ、またはつちどめ）」という処置を施す際に使う板が汚れた泥色になったことを言うという説がある。なおその木材に桑の木の板が使われることもあり、また堤防の植木として桑が植えられることもあるが、関連は不明である。